# 尺

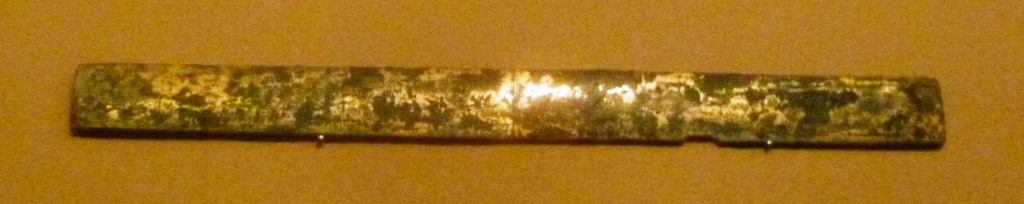

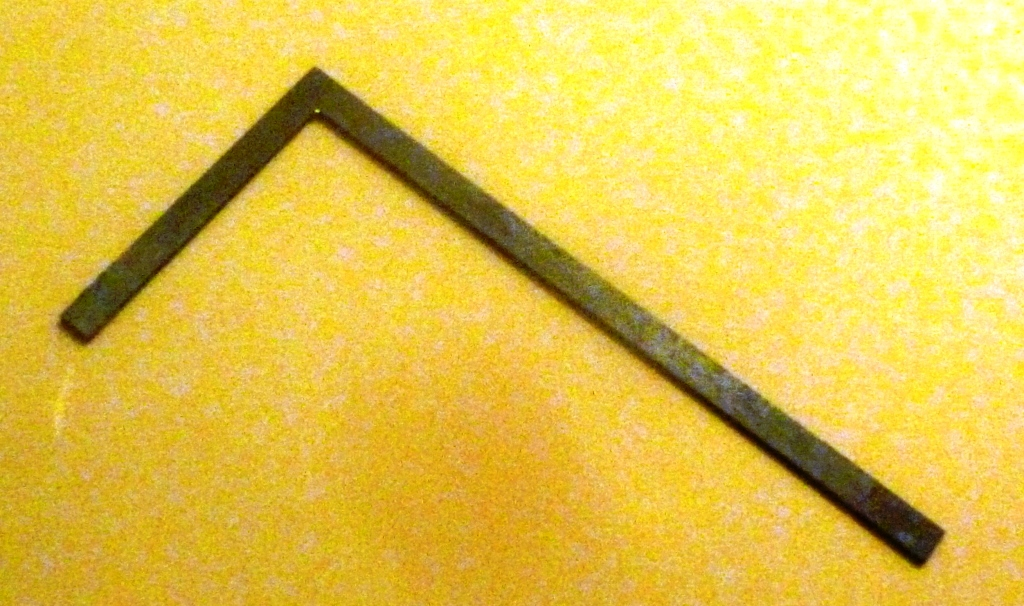
汉代曲尺

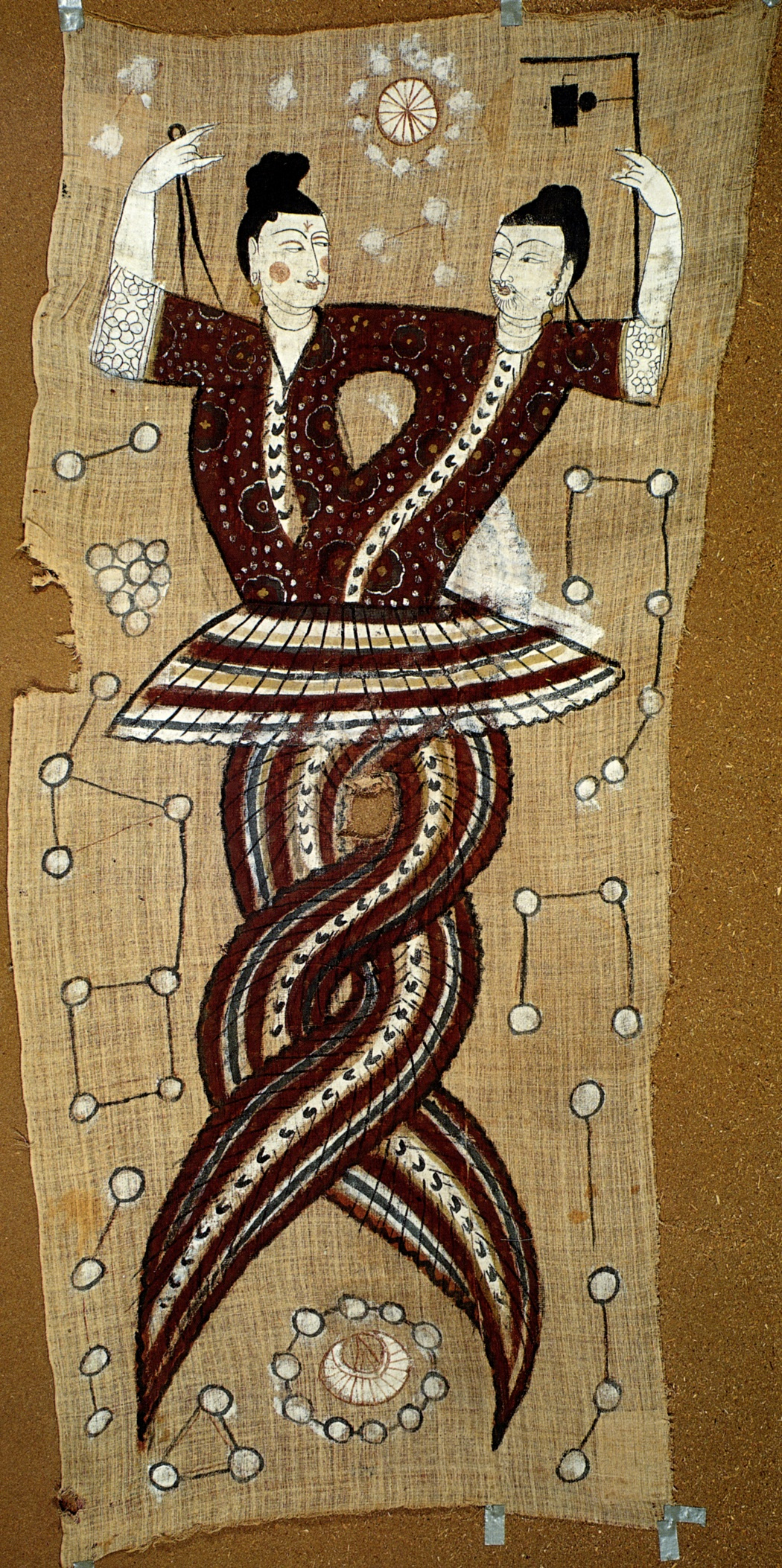
伏羲手持的矩（曲尺）

尺是東亞傳統長度單位，即十寸，寸最初是以成人的寸口位置作為度量。起源於中國殷代，之後各代制度不一，傳到日本、朝鮮半島、越南等地後，在各地又各自有所變化。
现今出土的西汉实物尺中，有长度为23.1厘米的铜尺和23.2厘米的错金铁尺。
咫約為成年女子手掌的長度，約為八寸。〔中妇人手长八寸谓之咫，周尺也。——《说文》〕 。
「咫尺」在文學常用來比喻很近的距離。

## 演變

### 中國

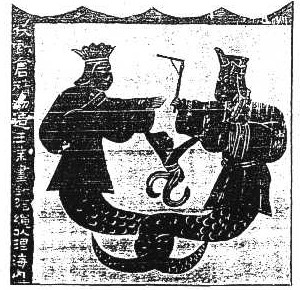
武氏祠伏羲持矩图

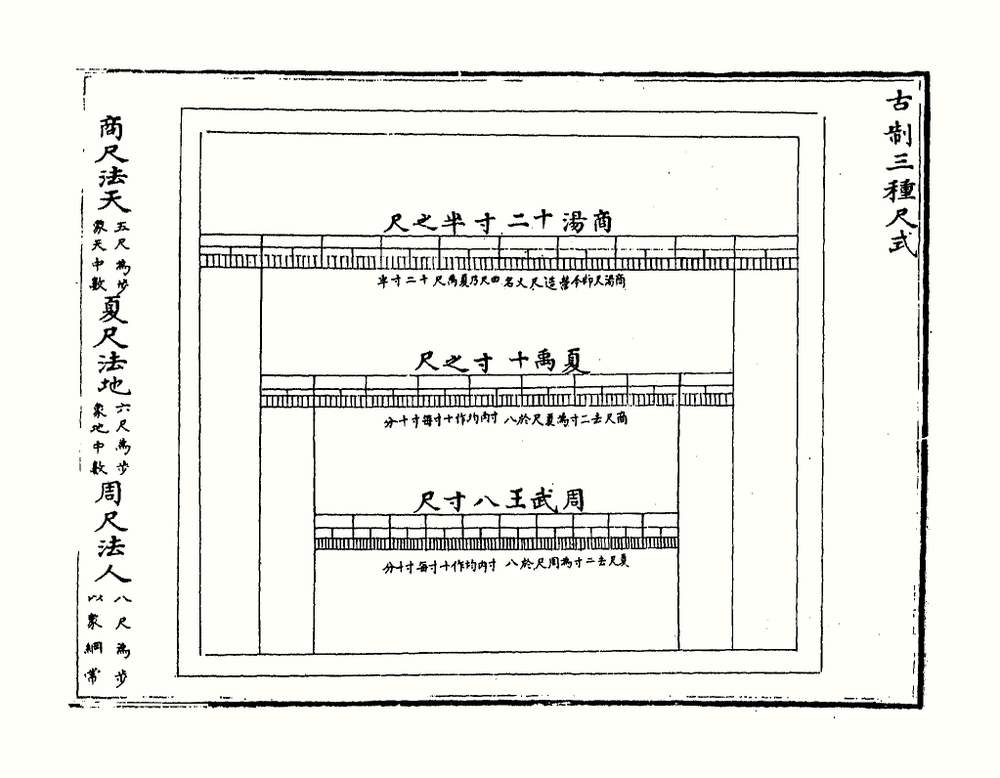
夏商周尺

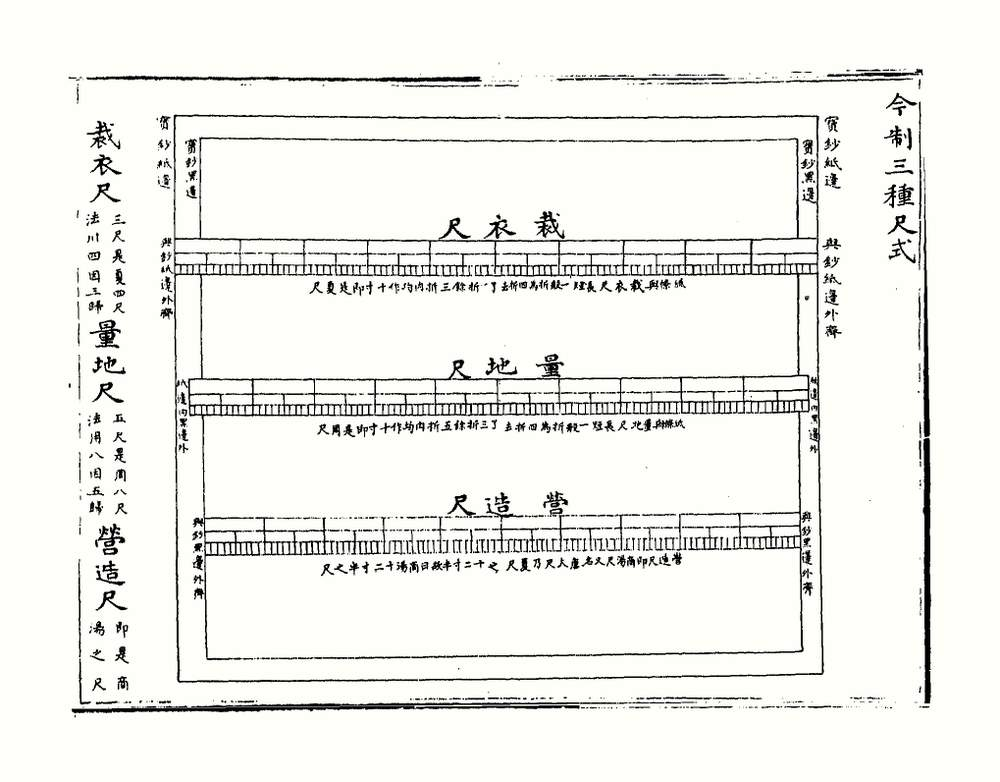
明代尺

周尺是周朝的天下正尺，也为历代王朝所遵循。周尺约为漢尺八寸。尺、寸、尋、丈是度量的基本单位。十分為寸，十寸為尺，十尺為丈，九寸则为黄钟之长。推出黄钟之笛管长九寸。两倍黄钟也就是尺八。汉代以后，尺的长度越来越长。刘歆的累黍為尺法被采为定说。北魏时，拇指与中指一叉相距为一尺。自南北朝起，天文尺与常用尺自成系统。唐代法典《唐六典》沿用汉制，规定一黍之广为分，十分为寸，十寸为尺，一尺二寸为大尺，用于音律、中药、冠冕的度量。宋初沿唐制，以太府寺为度量衡器的制作机构和行政管理机构，其颁发的尺子即称“太府寺布帛尺”，由于征收布帛之事为三司(盐铁、度支、户部)管，故称“三司布帛尺”。宋代，累黍為尺法遭到怀疑。据明朱载堉《乐律全书·律学新说》记载，明代常用尺分营造尺、裁衣尺和量地尺三种。《律吕精义》说营造尺与大明宝钞墨边外齐，裁衣尺与其纸边外齐。明营造尺与宋三司布帛尺相近，凡田亩、布帛、营造，往往用此尺。曲尺也就是矩形尺，类似现在的直角尺。多用于建筑营造，矩就是木工用的曲尺。至于朝廷裁制官服所用尺度，因与礼制有关，不能随意更动，所以基本采用小尺。大尺一尺是小尺（亦称黍尺）的一尺二寸。明代尺的标准尺度，营造尺为32厘米，量地尺为32.6厘米，裁衣尺为34厘米。
雙手張開之間的長度稱為一尋，明張自烈《正字通》：「古以周尺八尺為一仞，中人之身，長八尺， 兩臂尋之，亦八尺」故有身長八尺、六尺之孤、昂藏七尺、丈夫之說，而倍尋曰「常」，「尋常」之長度，故丈量身高等用的是小尺(律尺)，而非營造用的魯班尺、大尺，而矮胖宋江的六尺身高以明小尺（约1尺=26.7厘米）计仅过160厘米，不滿五尺的武大郎就更矮了，再比如呂布與赤兔馬都一丈高，關羽九尺二寸，都不可能以30公分作一尺計算。
在19世纪，尺的长度在30厘米到37厘米不等。根据1864年英国的一份报告，在中国大部分地区，营造尺的长度为12.71英寸（32.3 厘米），量地尺的长度为12.058英寸（30.63厘米），而通常用于测量距离尺的长度是12.17 英寸（约30.9厘米）。但在广州，用于本地贸易的尺的长度则在14.625到14.81英寸（37.15到 37.62厘米）不等，用于中英贸易的尺的长度则为14.1英寸（约36厘米）。

#### 历代尺寸与今日公制转换
古代以曲尺六寸六分五厘弱为周尺一尺，以周尺一尺二寸为古尺一尺。
- 商湯的尺：約16.95厘米
- 夏禹的尺：約19.91厘米
- 周代的尺：約20.48厘米
- 漢代的尺：約23.09厘米(吳：約24厘米)[31]
- 東漢末年的尺：約23.4厘米[32]
- 隋代的大尺：約29.4厘米
- 隋代的小尺：約24.6厘米
- 唐代的大尺：約29.4厘米（用于田亩丈量、织物计量等日常事务）
- 唐代的小尺：約24.6厘米（用于天文历法、医药配比等精密领域）
- 明代量地尺：約32.6厘米
- 明代裁衣尺：約34厘米
- 明代、清代的营造尺：約32厘米

- 近现代
  - 1915年权度法：1营造尺 = 0.32米
  - 中國大陸市尺：1市尺 = 1/3米 ≒ 33.33厘米
  - 香港、澳门：1尺 = 0.371475 米 = 1 7/32英尺[33]（俗稱唐尺，此單位香港已幾乎無人使用，而只會用英尺和米，一般提及尺會被自動默認為英尺）
  - 臺灣尺：1台尺 = 10/33 米 ≒ 30.3厘米（此标准来自于日本曲尺）

### 日本
古代日本丈量身高用的尺應與中國差不多。比如上杉謙信高六尺，常有人以正倉院保留的唐尺約30公分，認為他高180公分，而正倉院保存的古物唐尺八最長就43.7公分程度，換算一尺為24公分左右(或以十個銅製錢直徑為一尺，各代制錢不同，比如永樂錢2.5~2.55cm，寬永通寶2.2~2.4cm可以反映當代尺寸差異)，後世依其鎧甲等估算只有156公分的身高，八代將軍德川吉宗史載六尺高，而大樹寺歷代將軍的等身大牌位，吉宗的牌位是155.5cm，其餘牌位和考古出的遺骨是相符的。造成誤差的主要原因是明治時期把一尋定義為六尺。
- 大宝律令的大尺：約35.6厘米，由高麗尺轉變而來，主要用於土地的計量等。
- 大宝律令的小尺：約29.6厘米（小尺一尺二寸 ＝ 大尺一尺），由唐尺轉變而來，在平安時代以後開始普及。
- 又四郎尺、鉄尺：約30.258厘米，在永正年間，由京都的木匠（日语：指物）又四郎所制定，主要由木匠使用。
- 享保尺、竹尺：約30.363厘米。
- 折衷尺：約30.304厘米，由伊能忠敬將又四郎尺與享保尺的長度平均後所制定。根據明治度量衡取締條例，其成為曲尺的根據。
- 鯨尺：約37.88厘米（曲尺一尺二寸五分），明治度量衡法將其定為25/66米。在江户时代用于裁衣的和裁尺法，主要用于吳服的製作。[36]明治度量衡法规定尺、衡、贯为量度基本后，鯨尺规定为布帛限用，为曲尺一尺二寸五分。[37]1958年尺贯法废止后，丧失法定地位。
- 吳服尺：約36.4厘米（曲尺一尺二寸），主要用于吳服。為鯨尺的一種。
- 曲尺（明治度量衡法）：約30.3厘米（定為10/33米）。在勘察了又四郎尺、享保尺、折衷尺等後於明治時期所制定，本为营造尺。日本現在通常所說的「尺」多指曲尺。
- 現代： 1尺 = (10/33) 米[38]≒ 0.303030米

## 衍生意涵

### 電影業
拍攝電影時使用的35mm膠卷，每一英尺的長度相當於16格的畫面，在過去電影主要採一秒16格畫面的時代，一英尺的膠卷長度正好等於一秒鐘畫面的內容（相比之下，今日的電影業已改採用每秒24格或甚至更高格數的更新率）。因此一般商業上雖然提到電影片長時大都以播放時間作為衡量，但在業界溝通時卻是以膠卷的英尺長度作為基準。在日本的電影界，由於日本的傳統長度單位「尺」（しゃく，Shaku，一尺約為303.03mm）約和英尺（foot，304.80mm）相當，因此常以「尺」作為業界對電影長度的專用術語，甚至引申作為「時間」的代稱。